# OGN
Osteoglycin (còn được gọi là mimecan) là protein ở người được mã hóa bởi gen OGN.
Gen này mã hóa cho protein gây nên hiện tượng tạo xương lạc chỗ trong quá trình liên hợp với nhân tố sinh trưởng biến nạp beta. Protein này là một phân tử proteoglycan kích thước nhỏ, trong đó có chứa những đoạn lặp liên tiếp giàu leucine (leucine-rich repeat, LRR). Gen này biểu hiện ra ba biến thể sản phẩm phiên mã.
Mức độ biểu hiện của gen OGN tương quan với tình trạng bệnh tim to và đặc biệt là bệnh phì đại tâm thất trái.